# Gobicuellus
Gobicuellus är ett släkte av insekter. Gobicuellus ingår i familjen dvärgstritar.
Kladogram enligt Catalogue of Life:
| Gobicuellus | \| \| Gobicuellus dzadagadus \| \| \| \| \| \| Gobicuellus praecanus \| \| \| \| |
|             | \| \| Gobicuellus dzadagadus \| \| \| \| \| \| Gobicuellus praecanus \| \| \| \| |
|             | Gobicuellus dzadagadus                                                           |
|             |                                                                                  |
|             | Gobicuellus praecanus                                                            |
|             |                                                                                  |